# Émancé
Émancé – miejscowość i gmina we Francji, w regionie Île-de-France, w departamencie Yvelines.
Według danych na rok 1990 gminę zamieszkiwało 667 osób, a gęstość zaludnienia wynosiła 56 osób/km² (wśród 1287 gmin regionu Île-de-France Émancé plasuje się na 732. miejscu pod względem liczby ludności, natomiast pod względem powierzchni na miejscu 284.).